# Stanisław Abramowski

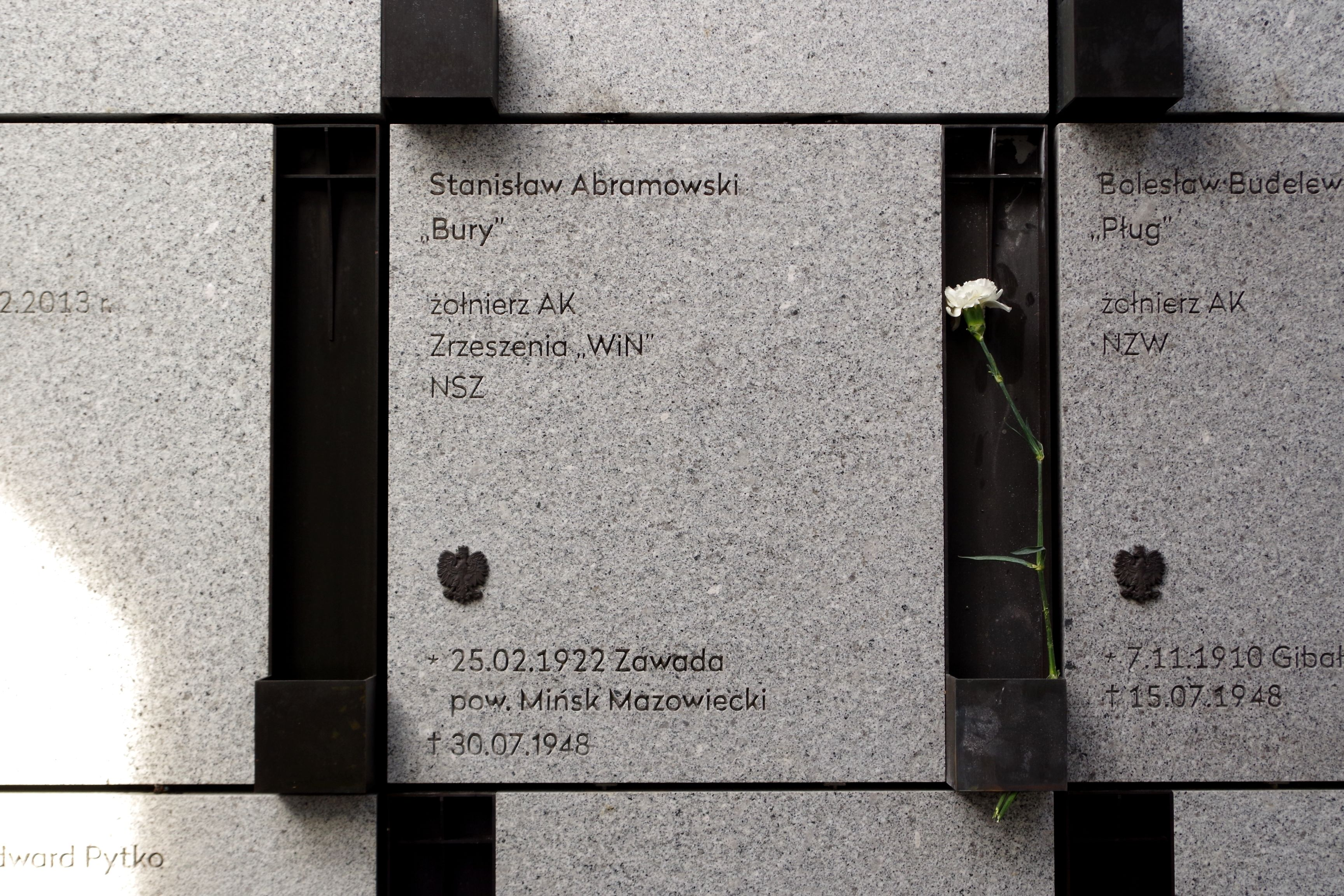
Grób Stanisława Abramowskiego ps. „Bury” w Panteonie – Mauzoleum Wyklętych-Niezłomnych na Cmentarzu Wojskowym na Powązkach w Warszawie.

Stanisław Abramowski ps. Bury, Partyzancik (ur. 14 lutego 1922 w Kałuszynie, zm. 30 lipca 1948 w Warszawie) – plutonowy Wojska Polskiego.

## Życiorys
Urodził się 14 lutego 1922 w Kałuszynie w rodzinie Adama i Kazimiery z Olszewskich. 
Członek ruchu oporu w czasie II wojny światowej oraz polskiego powojennego podziemia antykomunistycznego. Żołnierz Armii Krajowej, Zrzeszenia „Wolność i Niezawisłość” oraz Narodowych Sił Zbrojnych (Narodowego Zjednoczenia Wojskowego), żołnierz oddziałów partyzanckich „Mściciela” (WiN) oraz „Orła” (NSZ-NZW). Żołnierz niezłomny.
W okresie okupacji niemieckiej był żołnierzem Obwodu AK Mińsk Mazowiecki, ps. „Bury”. We wrześniu 1944 został wcielony do ludowego Wojska Polskiego. Pełnił służbę w 15 Pułku Piechoty (w tym czasie odniósł ranę postrzałową w piszczel, trafił do szpitala w Mińsku Mazowieckim, skąd uciekł), z którego zdezerterował w 1945. 
W połowie 1946 wstąpił do Zrzeszenia „Wolność i Niezawisłość” (WiN). Od czerwca 1946 walczył w oddziale WiN Janusza Kotowskiego „Mściciela” (OP „Pogoń” kpt. Henryka Hebdy "Korwina"), działającym w powiatach Siedlce, Węgrów i Mińsk Mazowiecki. Nosił  ps. „Partyzancik”. Uczestniczył w wielu akcjach bojowych w ramach samoobrony przed komunistycznym aparatem represji. 31 marca 1947 ujawnił się przed komisją amnestyjną w Węgrowie, w czerwcu 1947 wznowił działalność konspiracyjną.  W listopadzie 1947 po rozbiciu oddziału w Garczynie Małym i ujęciu jego dowódcy przez UB początkowo ukrywał się we wsi Abramy, a w grudniu związał się z oddziałem NSZ Zygmunta Rześkiewicza "Parabelki" v. "Grota" i Zygmunta Jezierskiego "Orła" z Mrozów. Po miesiącu wrócił do domu rodzinnego, nadal się ukrywając. 
Ujęty 26 kwietnia 1948. Wojskowy Sąd Rejonowy w Warszawie na sesji wyjazdowej w Kałuszynie, pow. Mińsk Mazowiecki, oskarżając go o udział w „bandzie WiN” i dziesięć napadów na spółdzielnie i członków PPR, skazał go 21 lipca 1948 w trybie doraźnym na karę śmierci. Rozprawa odbyła się w obecności tysiąca osób. Razem ze Stanisławem Abramowskim na karę śmierci skazano Feliksa Bąka i Czesława Chrzanowskiego. 
W prośbie o łaskę Kazimiera Abramowska, matka skazanego, pisała: „Miarkuję ja sobie, że za sroga to kara na moje dziecko. Bo ja uważam, że sprawa z nim beznadziejna nie jest”. Bolesław Bierut z prawa łaski nie skorzystał. 
Stanisław Abramowski został stracony 30 lipca 1948 w więzieniu mokotowskim przy ul. Rakowieckiej w Warszawie. 
6 grudnia 2012 Rada Ochrony Pamięci Walk i Męczeństwa, Pomorski Uniwersytet Medyczny w Szczecinie i Instytut Pamięci Narodowej ogłosiły, że zidentyfikowano szczątki Stanisława Abramowskiego wśród ofiar pomordowanych przez organa bezpieczeństwa publicznego w latach 1945–1956, pochowanych w Kwaterze na Łączce przy murze cmentarnym Cmentarza Wojskowego na Powązkach w Warszawie. Identyfikację szczątków odnalezionych na kwaterze "Ł" przeprowadza PUM w Szczecinie w ramach Polskiej Bazy Genetycznej Ofiar Totalitaryzmów.